# ディーン・リチャーズ (サッカー選手)
ディーン・アイボル・リチャーズ（Dean Ivor Richards、1974年6月9日 - 2011年2月26日）は、イングランド・ウェスト・ヨークシャー・ブラッドフォード出身の元サッカー選手。ポジションはDF(CB)。

## 経歴

### 現役時代
地元クラブで、当時ディビジョン3(1992年にプレミアリーグが発足してからはディビジョン2)のブラッドフォード・シティAFCに所属していた1991年10月26日に、AFCボーンマス戦でデビューを果たす。デビュー戦でゴールを決め敵地での1-3での勝利に貢献した。
1995年3月25日にディビジョン1のウルヴァーハンプトン・ワンダラーズFCにローン移籍すると、プレミアリーグ昇格プレーオフ進出に貢献。昇格はならなかったが、この活躍が認められ5月30日に当時のウルヴズのクラブレコードとなる185万ポンドの移籍金で完全移籍を果たした。ウルヴズでは112試合に出場しチームに貢献した。
1999年7月14日にプレミアリーグのサウサンプトンFCにフリーで加入した。セインツでは2年間で67試合に出場し、活躍を見せた。
2001年9月21日にトッテナム・ホットスパーFCに移籍。移籍金は810万ポンドにも上った。8日後のマンチェスター・ユナイテッドFC戦でデビューを果たすと15分に先制ゴールを決めた。スパーズではリーグ73試合に出場した。
これまでから頭痛を患っていたリチャーズは、2005年3月21日に医師の脳出血に罹患する恐れがあるという忠告によって30歳で現役を引退した。

### 引退後
2007年8月からブラッドフォード・シティAFCのユースのコーチをパートタイムで務めた。しかしその後闘病生活に入った。
2011年2月26日に死去。36歳だった。